# Aleluia (álbum)
Aleluia é um álbum ao vivo, sendo o décimo terceiro do grupo Diante do Trono. Foi gravado no Parque do Peão, Barretos (SP), no dia 17 de julho de 2010, com um público de mais de 60 mil pessoas dentro da arena e mais de 150 mil presentes.
Vendas
O CD vendeu mais de 250.000 cópias, recebendo a certificação de Platina Triplo. O DVD vendeu mais de 120.000 cópias, sendo certificado como Disco de Duplo.

## História
No ano anterior à gravação do "Diante do Trono 13", a banda gravou, no dia 1 de agosto, o álbum Tua Visão, na Praça da Estação, em Belo Horizonte.
Houve algumas novidades que fizeram repercutir esta gravação: introdução de regravações de trabalhos anteriores como a música "Este é o Dia" em ritmo country em homenagem à Barretos; “Eis-me Aqui” com a participação de Ludmila Ferber; "Águas Purificadoras", "Manancial" e 'O Espírito e a Noiva dizem: "Vem"' entoada no fim da gravação; Além, também, da música "Revelation Song" na versão de Ana Paula Valadão que ficou conhecia como "Canção do Apocalipse". Foi o álbum gospel mais vendido de 2010.
O álbum foi o último a contar com a orquestra, maestrada por Sérgio Gomes e, também, o último a contar com Clay Peterson, Graziela Santos, Helena Tannure, João Lúcio Tannure e Soraya F. Gomes na formação. Os vocais anunciaram saída da banda em 2011.

## Faixas

### CD
| Aleluia - Diante do Trono 13 (Ao Vivo) |                                              |                     |  |
| N.º                                    | Título                                       | Duração             |  |
| 1.                                     | "Aleluia"                                    | 7:51                |  |
| 2.                                     | "Este é o Dia" (regravada em estilo country) | 3:47                |  |
| 3.                                     | "Por Tudo Que Tu És"                         | 5:21                |  |
| 4.                                     | "Digno de Adoração"                          | 4:52                |  |
| 5.                                     | "Glória"                                     | 4:25                |  |
| 6.                                     | "Oleiro"                                     | 9:33                |  |
| 7.                                     | "Me Refaz"                                   | 1:31                |  |
| 8.                                     | "És o Deus Que me Cura"                      | 5:33                |  |
| 9.                                     | "Eis-me Aqui"                                | 5:08                |  |
| 10.                                    | "Eu Vou Prosseguir"                          | 2:21                |  |
| 11.                                    | "Por Ti Eu Existo"                           | 4:58                |  |
| 12.                                    | "Espírito Santo"                             | 6:58                |  |
| 13.                                    | "Meu Redentor Vive"                          | 4:54                |  |
| 14.                                    | "Canção do Apocalipse"                       | 7:17                |  |
| Duração total:                         | Duração total:                               | 1 hora e 14 minutos |  |

DVD
| Titulo                                 | Solista                           |
| -------------------------------------- | --------------------------------- |
| Aleluia                                | Ana Paula Valadão                 |
| Este é o Dia                           | Ana Paula Valadão                 |
| Por Tudo o que Tu És                   | Ana Paula Valadão                 |
| Digno de Adoração                      | André Valadão                     |
| Glória                                 | Ana Nóbrega                       |
| Oleiro                                 | Ana Paula Valadão                 |
| Me Refaz                               | Ana Paula Valadão                 |
| És o Deus Que Me Cura                  | Ana Paula Valadão                 |
| Testemunho Eis-me Aqui                 | Ana Paula Valadão                 |
| Eis-me Aqui                            | Ana Paula Valadão, Ludmila Ferber |
| Ministração Pra. Ludmila Ferber        | Ludmila Ferber                    |
| Eu Vou Prosseguir                      | Ana Paula Valadão, Ludmila Ferber |
| Por Ti Eu Existo                       | Israel Salazar                    |
| Espírito Santo                         | Ana Paula Valadão                 |
| Espontâneo Espírito Santo              | Ana Paula Valadão                 |
| Águas Purificadoras                    | Ana Paula Valadão, André Valadão  |
| Espontâneo Águas Purificadoras         | Ana Paula Valadão                 |
| Clamor pela Nação                      | Pr. Márcio Valadão                |
| Manancial                              | Ana Paula Valadão, André Valadão  |
| Canção do Apocalipse (Revelation Song) | Ana Paula Valadão                 |
| O Espírito e a Noiva Dizem "Vem!"      | Ana Paula Valadão                 |

Extras
- Making Of
  - Um Pouco da Nossa História
  - Barretos
  - Estratégia de Intercessão
  - Inspiração Para as Músicas
  - O Oleiro
  - Narração do Apocalipse
  - Encenação dos Vasos Quebrados
  - Dueto com a Pastora Ludmila Ferber
  - Imagens do Telão
  - Arranjos Instrumental e Vocal
  - A Produção nos Bastidores
- Bastidores DT 13